# Џеси Марш
Џеси Марш (енгл. Jesse Marsch; Расин, 8. новембар 1973) амерички је професионални фудбалски тренер и бивши играч. Од маја 2024. је селектор мушке репрезентације Канаде.

## Каријера

### Играчка каријера
Марш је играо четрнаест сезона као везни играч у МЛС-у за Ди си јунајтед, Чикаго фајер и Чивас УСА, освојивши три титуле првака и четири титуле у Отвореном купу САД, забележевши и два наступа за репрезентацију Сједињених Држава.
Марш се 2010. пензионисао као играч и постао тренер.

### Тренерска каријера
Први тренерски ангажман добио је као помоћник у стручном штабу репрезентације САД под вођством Боба Бредлија која је стигла до шеснаестине финала Светског првенства у фудбалу 2010. у Јужној Африци. Потом је постао први тренер Монтреал импакта по њиховом уласку у МЛС 2012. године. Након једногодишњег рада као помоћни тренер његове матичне колеџ екипе, Принстон тајгерса, Марш је 2015. ангажован као шеф стручног штаба Њујорк ред булса и остао на тој улози током прве половине МЛС сезоне 2018. У својој првој години тренирања тима, Ред булси су освојили Штит навијача, а Марш је проглашен за МЛС тренера године. Марш држи рекорд по броју победа од стране тренера у историји ове екипе.
2018. године, Марш је постављен за помоћног тренера немачког бундеслигашког клуба РБ Лајпциг код Ралфа Рангника; тим је заузео треће место у лиги, био је вицешампион Купа Немачке и такмичио се у Лиги Европе. Следеће сезоне, Марш је именован за наследника Марка Розеа на месту шефа стручног штаба Ред бул Салцбурга у аустријској Бундеслиги; довео је клуб до дупле круне у две узастопне сезоне, а Салцбург је први пут у историји клуба наступио узастопно у групној фази Лиге шампиона. Вратио се у РБ Лајпциг као шеф стручног штаба за сезону 2021–22. Споразумно је напустио клуб у децембру 2021. и придружио се Лидс јунајтеду у фебруару идуће године. Лидс га је отпустио у фебруару 2023. а селектор канадске репрезентације постао је у мају 2024. године.